# SMS Wolf
Il SMS Wolf (Wolf in tedesco significa lupo) fu un incrociatore ausiliario della Kaiserliche Marine, impiegato durante la prima guerra mondiale nella guerra commerciale nell'Oceano Atlantico, nell'Oceano Indiano e nell'Oceano Pacifico.

## Servizio

### Civile
La nave fu costruita nel 1913 con il nome di Wachtfels per la compagnia Flensburger-Schiffbau di Flensburgo e per la compagnia marittima Brême Deutsche Dampfschiffahrtsgesellschaft Hansa (DDG Hansa).

### Militare
Allo scoppio della prima guerra mondiale la Wachtfels venne requisita dalla Kaiserliche Marine e trasformata in incrociatore ausiliario con il nome di SMS Wolf (lupo) IV. Entrò in servizio il 16 maggio 1916.
Il 30 novembre 1916 salpò da Kiel, superò lo Skagerrak (scortato dal sommergibile SM U-66) per entrare nell'Atlantico, con rotta verso sud, al comando del capitano di fregata Karl August Nerger. Passato il capo di Buona Speranza, dove depositò alcune mine, si diresse verso l'Oceano Indiano. La nave aveva a sua disposizione anche un idrovolante biplano soprannominato per l'occasione Wölfchen (lupacchiotto), modello Friedrichshafen FF 33, che ebbe come compito quello di localizzare le navi mercantili nemiche e di farle catturare dal SMS Wolf, per poi impossessarsi del carico.
Nei suoi 451 giorni di navigazione di corsa solitaria, l'SMS Wolf riuscì a catturare 35 navi mercantili e due navi da guerra.
L'SMS Wolf servì a rompere il blocco navale britannico e fece ritorno nel porto di Kiel il 24 febbraio 1918, con a bordo 467 prigionieri di guerra e un prezioso carico di materie prime. L'SMS Wolf effettuò così un viaggio considerato, all'epoca, il più lungo mai effettuato in tempo di guerra. Il comandante Nerger ricevette la decorazione tedesca più elevata, l'ordine Pour le Mérite.
Durante la sua sortita il SMS Wolf effettuò il pattugliamento del mar Baltico. 
Dopo la guerra venne ceduto come compensazione alla Francia e fu venduto alla compagnia marittima Messageries Maritimes, che lo ribattezzò Antinoüs. Fu demolito in Italia nel 1931.
Tra i membri dell'equipaggio del Wolf ci fu anche Theodor Plievier, che diventò rivoluzionario comunista e scrittore.

## Navi affondate
In 15 mesi di navigazione, il Wolf catturò e affondò 14 navi, totalizzando un totale di 38.391 GRT. Inoltre affondò altre 13 navi per mezzo di mine, per altre 75.888 tonnellate GRT.
| Data     | nave            | Tipo    | Nazionalità  | Tonnellaggio GRT | modalità affondamento                                                                              |
| -------- | --------------- | ------- | ------------ | ---------------- | -------------------------------------------------------------------------------------------------- |
| 27.1.17  | Turritella      | cargo   | britannico   | 5.528            | commissionato come posamine ausiliario Iltis; affondato per sfuggire alla cattura il 15 marzo 1917 |
| 1.3.17   | Jumna           | cargo   | britannico   | 4.152            | affondato                                                                                          |
| 11.3.17  | Wordsworth      | cargo   | britannico   | 3.509            | affondato                                                                                          |
| 30.3.17  | Dee             | veliero | britannico   | 1.169            | affondato                                                                                          |
| 2.6.17   | Wairuna         | cargo   | britannico   | 3.947            | affondato                                                                                          |
| 16.6.17  | Winslow         | veliero | statunitense | 567              | affondato                                                                                          |
| 9.7.17   | Beluga          | veliero | statunitense | 507              | affondato                                                                                          |
| 14.7.17  | Encore          | veliero | statunitense | 651              | affondato                                                                                          |
| 6.8.17   | Matunga         | cargo   | britannico   | 1.618            | affondato                                                                                          |
| 26.9.17  | Hitachi Maru    | cargo   | giapponese   | 6.557            | affondato                                                                                          |
| 10.11.17 | Igotz Mendi     | cargo   | spagnolo     | 4.648            | catturato; naufragato sulla costa danese il 24 febbraio 1918                                       |
| 30.11.17 | John H Kirby    | veliero | statunitense | 1.296            | affondato                                                                                          |
| 15.12.17 | Marechal Davout | veliero | francese     | 2.192            | affondato                                                                                          |
| 4.1.18   | Storebror       | veliero | Norvegese    | 2.050            | affondato                                                                                          |

| Data     | navi             | Tipo  | Nazionalità | Tonnellaggio GRT | Luogo          |
| -------- | ---------------- | ----- | ----------- | ---------------- | -------------- |
| 26.1.17  | Matheran         | cargo | britannico  | 7.654            | Città del Capo |
| 12.2.17  | Cilicia          | cargo | britannico  | 3.750            | Città del Capo |
| 26.5.17  | C. de Eizaguirre | cargo | spagnolo    | 4.376            | Città del Capo |
| 10.8.17  | City of Athens   | cargo | britannico  | 5.604            | Città del Capo |
| 17.2.17  | Worcestershire   | cargo | britannico  | 7.175            | Colombo        |
| 21.2.17  | Perseus          | cargo | britannico  | 6.728            | Colombo        |
| 16.6.17  | Unkai Maru       | cargo | giapponese  | 2.143            | Bombay         |
| 24.6.17  | Mongolia         | cargo | britannico  | 9.505            | Bombay         |
| 29.7.17  | Okhla            | cargo | britannico  | 5.288            | Bombay         |
| 17.11.17 | Croxteth Hall    | cargo | britannico  | 5.872            | Bombay         |
| 26.6.18  | Wimmera          | cargo | britannico  | 3,622            | Australia      |
| 6.7.17   | Cumberland       | cargo | britannico  | 9.471            | Australia      |
| 18.9.17  | Port Kembla      | cargo | britannico  | 4.700            | Nuova Zelanda  |

## Dati tecnici

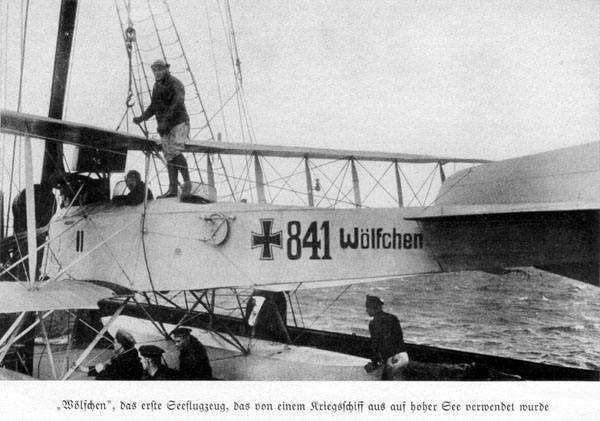
Fotografia del Wölfchen

- Consumo: 35 tonnellate di carbone al giorno